# Jean-Pierre Tignol
Jean-Pierre Tignol (né en 1954) est un mathématicien belge, spécialisé en algèbre.
Il fait sa thèse de doctorat en 1979 avec Jacques Tits à l'université catholique de Louvain : Corps à l'involution de rang fini sur leur centre et de caractéristique différente de 2. Il y est ensuite professeur. Il est l'auteur d'un manuel sur la théorie de Galois et co-auteur d'une monographie sur les algèbres à involution.
En 1996, il est l'invité de l'European Congress of Mathematics à Budapest pour parler des Algebras with involution and classical groups.

## Prix
- Prix Eugène-Catalan de l'Académie royale des sciences, des lettres et des beaux-arts de Belgique (1994)

## Œuvres (Sélection)
- Jean-Pierre Tignol, Galois' theory of algebraic equations, World Scientific, 2001 (1re éd. 1988), 348 p. (DOI 10.1142/4628)
- Max-Albert Knus (de), Alexander Merkurjev, Markus Rost et Jean-Pierre Tignol, The book of involutions, American Mathematical Society, 1998
- S. A. Amitsur, L. H. Rowen et J.-P. Tignol, « Division algebras of degree 4 and 8 with involution », Bulletin of the American Mathematical Society, vol. 115,‎ 1979, p. 691-693
- J.-P. Tignol et A. R. Wadsworth, « Totally ramified valuations on finite-dimensional division algebras », Transactions of the American Mathematical Society, vol. 302,‎ 1987, p. 223-250
- A. S. Merkurjev et J.-P. Tignol, « The multipliers of similitudes and the Brauer group of homogeneous varieties », Journal fur die Reine und Angewandte Mathematik, vol. 461,‎ 1995, p. 13-48
- E. Bayer-Fluckiger, D. B. Shapiro et J.-P. Tignol, « Hyperbolic involutions », Mathematische Zeitschrift, vol. 214,‎ 1993, p. 461-476